# Acacia muelleri
Acacia muelleri é uma espécie de leguminosa do gênero Acacia, pertencente à família Fabaceae.